# Syndrome de malabsorption
Le syndrome de malabsorption intestinale est une pathologie fréquente qui perturbe plus ou moins profondément l'absorption de multiples nutriments, lors de la digestion, à la suite d'une altération de la barrière muqueuse de l'intestin grêle. Les principaux signes cliniques sont la diarrhée, l'amaigrissement et des carences observables cliniquement ou à mettre en évidence en biologie.
La malabsorption intestinale est définie par l’incapacité du tube digestif à absorber une grande partie des substances alimentaires du bol alimentaire et qui sont nécessaires au maintien d'une santé correcte. Elle peut être très sélective, ne touchant que certaines substances bien précises (notamment parmi les vitamines, sels minéraux, lipides ou glucides) ou être pratiquement globale, à l'origine d'un amaigrissement potentiellement sévère. On trouve tous les niveaux intermédiaires entre ces deux extrêmes.

## Histoire médicale
C'est une des maladies évoquées par Molière dans son théâtre. Elle touche l'homme et les animaux, autrefois nommée «lienterie» ou «lienteria»; le mot « lienterie » a notamment été utilisé pour les vers à soie en élevage. La Lienteria était autrefois attribuée à l'ingestion de mauvais aliments ou à d'autres causes, et présentée comme une « [...] espèce de dévotement dans lequel on rend les aliments tels qu'on les a pris ».

## Chez le ver à soie
La lienterie est présentée en 1842 comme « la plus dangereuse et la plus redoutable » des maladies qui peut affecter cet insecte, « due à l'ignorance ou à l'imprévoyance des magnaniers. Les vers à soie peuvent en être atteints à tous les âges, même dès leur naissance après leur premier repas, selon que la feuille qui leur a été donnée, a pu convenir à la délicatesse de leurs organes. C'est une irritation dans les voies intestinales qui les empêche de digérer ; elle passe toujours inaperçue, elle donne naissance au ténesme, à la dissenterie, et prédispose les vers à subir l'influence de toutes les autres maladies déjà connues ».

## Symptômes
- Asthénie, amaigrissement en fonction de l'importance de la stéatorrhée, malgré parfois une hyperphagie paradoxale[2].
- Retard de croissance chez l'enfant[2] .
- Stéatorrhée: émission de selles grasses, molles et colantes.
- Œdèmes et ascite: par carence en albumine, diminuant la pression osmotique du sang.
- Hématomes, épistaxis ou gingivorragies: par carence en vitamine K
- Ostéomalacie et rachitisme: par carence en calcium et/ou vitamine D
- Anémie macrocytaire: par carence en acide folique et/ou en vitamine B12[2] ou anémie microcytaire par carence en fer.
- Alopécie: par carence en fer, cuivre, zinc, silicium, ou vitamines B
- Baisse de la vision nocturne : par carence en vitamine A[2]
- Polyneuropathie: par carence en certaines vitamines B.

## Diagnostic
Le diagnostic s'établit par les symptômes et par certains examens complémentaires :
- Dosage des graisses dans les selles pour quantifier la stéatorrhée
- Dosage de l'élastase 1-fécale, marqueur d'une insuffisance pancréatique externe
- Test au D-Xylose, test de Schilling (désuet).

Des biopsies digestives (notamment au niveau du duodénum) sont souvent nécessaires pour confirmer le diagnostic et préciser la ou les causes de la malabsorption.

## Étiologie

### Maldigestion
- Pré-entérocytaire[6]
  - Cause pancréatique : cancer du pancréas, pancréatite chronique, etc.
  - Cholestase
  - Colonisation bactérienne  chronique de l'intestin grêle

- Entérocytaire
  - syndrome du grêle court
  - maladie cœliaque
  - Maladie de Whipple
  - Parasitoses : Giardiase (Lambliase)..
  - Lymphome
  - déficits en immunoglobulines: déficit sélectif en immunoglobines A (IgA), hypogammaglobulinémie commune d'expression variable (ou déficit immunitaire commun variable)

- Post-entérocytaire: entéropathies exsudatives

- Immunologie
  - La malabsorption peut être un symptôme du syndrome d'activation mastocytaire[7].